# 霍恩洛厄县
霍恩洛厄县（德語：Hohenlohekreis；得名于霍恩洛厄地区）是德国巴登-符腾堡州人口最少的一个县，隶属于斯图加特行政区，首府金策尔斯奥。

## 地理
霍恩洛厄县北面与内卡-奥登林山县和美因-陶伯县，东面和南面与施韦比施哈尔县，西南面和西面与海尔布隆县相邻。

## 县徽
霍恩洛厄县的县徽下方是红色底色上带有6根辐条的阴色车轮，上方是两头张开红嘴喊叫着的黑豹。霍恩洛厄县的县徽表现了19世纪前霍恩洛厄的统治结构，黑豹代表霍恩洛厄的侯爵，车轮代表天主教美因茨教区。霍恩洛厄县的县徽起用于1974年。